# Bastutjärnen (Lövångers socken, Västerbotten)
Bastutjärnen är en sjö i Skellefteå kommun i Västerbotten och ingår i Bureälven-Mångbyåns kustområde.